# Coppa di Russia (pallavolo maschile)
La Coppa di Russia è un trofeo nazionale russo di pallavolo maschile, organizzato dalla Federazione pallavolistica della Russia.

## Albo d'oro
| Edizione      | Edizione          | Podio                 | Podio     | Podio                 |
| Anno          | Sede della finale | Campione              | Risultato | Finalista             |
| ------------- | ----------------- | --------------------- | --------- | --------------------- |
| 1993 Dettagli | -                 | Samotlor              | -         | Iskra Odincovo        |
| 1994 Dettagli | -                 | CSKA Mosca            | -         | Izumrud               |
| 1995 Dettagli | -                 | Belogor'e             | -         | Avtomobilist          |
| 1996 Dettagli | -                 | Belogor'e             | -         | -                     |
| 1997 Dettagli | -                 | Belogor'e-Dinamo      | -         | Iskra Odincovo        |
| 1998 Dettagli | -                 | Belogor'e-Dinamo      | -         | Izumrud               |
| 1999 Dettagli | -                 | Izumrud               | -         | Neftjanik Baškirii    |
| 2000 Dettagli | -                 | Izumrud               | -         | Uralsvjaz'niform      |
| 2001 Dettagli | Perm'             | Izumrud               | 3 - 0     | Uralsvjaz'niform      |
| 2002 Dettagli | Odincovo          | Iskra Odincovo        | 3 - 1     | Izumrud               |
| 2003 Dettagli | Mosca             | Lokomotiv-Belogor'e   | 3 - 2     | Dinamo Mosca          |
| 2004 Dettagli | Mosca             | Dinamo-Tattransgaz    | 3 - 0     | Dinamo Mosca          |
| 2005 Dettagli | Mosca             | Lokomotiv-Belogor'e   | 3 - 1     | Iskra Odincovo        |
| 2006 Dettagli | Odincovo          | Dinamo Mosca          | 3 - 0     | Fakel                 |
| 2007 Dettagli | Odincovo          | Dinamo-Tattransgaz    | 3 - 2     | Dinamo Mosca          |
| 2008 Dettagli | Novosibirsk       | Dinamo Mosca          | 3 - 1     | Iskra Odincovo        |
| 2009 Dettagli | Kaliningrad       | Zenit-Kazan           | 3 - 2     | Lokomotiv Novosibirsk |
| 2010 Dettagli | Novosibirsk       | Lokomotiv Novosibirsk | 3 - 1     | Dinamo Mosca          |
| 2011 Dettagli | Kazan'            | Lokomotiv Novosibirsk | 3 - 0     | Kuzbass               |
| 2012 Dettagli | Belgorod          | Belogor'e             | 3 - 1     | Zenit-Kazan           |
| 2013 Dettagli | Belgorod          | Belogor'e             | 3 - 0     | Dinamo Mosca          |
| 2014 Dettagli | Belgorod          | Zenit-Kazan           | 3 - 0     | Lokomotiv Novosibirsk |
| 2015 Dettagli | Kaliningrad       | Zenit-Kazan           | 3 - 0     | Belogor'e             |
| 2016 Dettagli | Surgut            | Zenit-Kazan           | 3 - 1     | Lokomotiv Novosibirsk |
| 2017 Dettagli | Belgorod          | Zenit-Kazan           | 3 - 2     | Kuzbass               |
| 2018 Dettagli | Kazan'            | Zenit-Kazan           | 3 - 1     | Zenit San Pietroburgo |
| 2019 Dettagli | Mosca             | Zenit-Kazan           | 3 - 0     | Zenit San Pietroburgo |
| 2020 Dettagli | San Pietroburgo   | Dinamo Mosca          | 3 - 0     | Zenit San Pietroburgo |
| 2021 Dettagli | San Pietroburgo   | Zenit-Kazan           | 3 - 0     | Dinamo Mosca          |
| 2022 Dettagli | Novyj Urengoj     | Zenit-Kazan           | 3 - 0     | Fakel                 |
| 2023 Dettagli | Mosca             | Zenit-Kazan           | 3 - 1     | Dinamo Mosca          |
| 2024 Dettagli | Mosca             | Dinamo Mosca          | 3 - 0     | Zenit-Kazan           |

## Palmarès
| Squadre               | Titoli | Stagioni                                                               |
| --------------------- | ------ | ---------------------------------------------------------------------- |
| Zenit-Kazan           | 12     | 2004, 2007, 2009, 2014, 2015, 2016, 2017, 2018, 2019, 2021, 2022, 2023 |
| Belogor'e             | 8      | 1995, 1996, 1997, 1998, 2003, 2005, 2012, 2013                         |
| Dinamo Mosca          | 4      | 2006, 2009, 2020, 2024                                                 |
| Lokomotiv-Izumrud     | 3      | 1999, 2000, 2001                                                       |
| Lokomotiv Novosibirsk | 2      | 2010, 2011                                                             |
| Iskra Odincovo        | 1      | 2002                                                                   |
| Samotlor              | 1      | 1993                                                                   |
| CSKA Mosca            | 1      | 1994                                                                   |